# Viggsö
Viggsö är en drygt kilometerlång ö mellan Grinda och Värmdö i Stockholms skärgård. Ön är bebyggd med ett tjugotal fritidshus. Ön trafikeras av Waxholmsbolaget.
På Viggsö hade Abba:s medlemmar och Stikkan Anderson sommarhus när de var aktiva och flera hitlåtar, såsom Dancing Queen, är skrivna på ön.

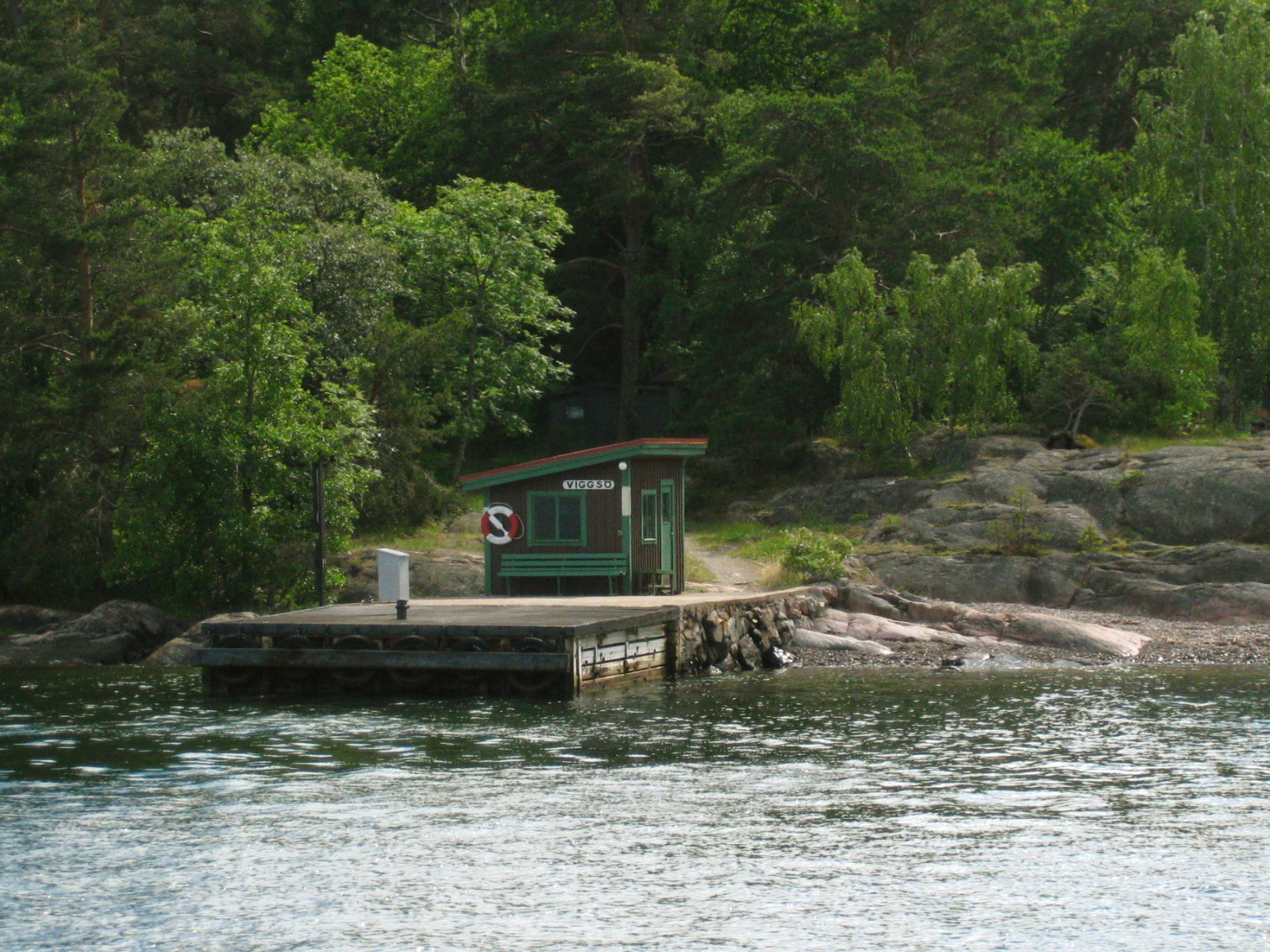
Ångbåtsbryggan på Viggsö.